# اللغة الميتية
اللغة الميتية هي لغة تبتية بورمية واللغة السائدة والتواصل المشترك في ولاية مانيبور، الهند وهي أحد اللغات الرسمية في الهند. صنفتها اليونسكو بأنها لغة معرضة لخطر الاندثار.